# 154 (album)
Albums de Wire
Chairs Missing
(1978) Document and Eyewitness
(1981)
154 est le troisième album de Wire, sorti en 1979.
L'album a été nommé ainsi car le groupe avait joué 154 concerts à sa parution. Dans la continuité de Chairs Missing, 154 n'a plus grand-chose à voir avec les sonorités punk que l'on pouvait entendre sur Pink Flag, laissant la place à des expérimentations laissant entrevoir des paysages souvent angoissés, aidés par la présence soutenue de claviers et de synthétiseurs. On retrouve également la marque de fabrique de Wire, fait de chœurs entremêles et envahissant, la voix de Colin Newman, parfois à la limite entre parlé et chanté, ainsi que des accords dissonants enlevés par des guitares saturées.
L'album est en général considéré à l'égal des deux premiers albums de Wire par la critique, et il a atteint la 37e place des charts anglais.

## Reprises
Plusieurs chansons issues de 154 sont présentes sur le tribute album Whore: Tribute to Wire :
- « Map Ref. 41°N 93°W » par My Bloody Valentine
- « 40 versions » par Godflesh
- « Mutual Friend » par Chris Connelly
- « 15th » par Mike Watt

## Pistes
1. « I Should Have Known Better » (Graham Lewis) – 3:51
2. « Two People in a Room » (Colin Newman, B. C. Gilbert) – 2:09
3. « The 15th » (Newman) – 3:04
4. « The Other Window » (Lewis, Gilbert) – 2:07
5. « Single K.O. » (Lewis) – 2:22
6. « A Touching Display » (Lewis) – 6:55
7. « On Returning » (Newman) – 2:05
8. « A Mutual Friend » (Lewis, Newman) – 4:26
9. « Blessed State » (Gilbert) – 3:28
10. « Once Is Enough » (Newman) – 3:23
11. « Map Ref. 41°N 93°W » (Lewis, Newman, Gilbert) – 3:36
12. « Indirect Enquiries » (Lewis, Newman) – 3:34
13. « 40 Versions" (Gilbert) – 3:27

### Piste bonus (sur les rééditions de 1979, 1989 et 1994)
1. « Song 1 » (Robert Gotobed, Newman, Simmons) – 3:02
2. « Get Down (Parts 1 and 2) » (David, Gotobed, Newman, Simmons, TV Smith) – 4:27
3. « Let's Panic Later » (Lewis) – 3:20
4. « Small Electric Piece » (Gilbert) – 3:33

### Pistes bonus (uniquement sur la réédition de 1994)
1. "Go Ahead" (Gilbert, Gotobed, Lewis, Newman) - 4:01

## Personnel
- Colin Newman – chants, guitare
- Graham Lewis – chants, guitare basse
- Robert Gotobed – batterie
- B. C. Gilbert – guitares, vocals

### Personnel supplémentaire
- Hilly Kristal – chants basse (sur « A Mutual Friend »)
- Kate Lukas – flute alto
- Tim Souster – violon (sur « A Touching Display »)
- Mike Thorne – clavier, synthétiseur
- Joan Whiting – cor anglais (sur « A Mutual Friend »)